# Station Vilpiano-Nalles Vilpian-Nals
Station Vilpiano-Nalles Vilpian-Nals is een spoorwegstation aan de Burggrafenspoorlijn in Vilpian een dorp van de gemeente Terlan en de naburige gemeente Nals (Italië-Zuid-Tirol).
De stationsnaam wordt volgens de regels van Trenitalia in het Italiaans aangegeven, gevolgd door het Duits als lokale taal.